# Solariola gestroi
Solariola gestroi (лат.) — вид жуков-долгоносиков рода Solariola из подсемейства Entiminae.

## Распространение
Встречаются в Италии, Калабрия (Campania, Vallo della Lucania, S. Biase di Ceraso, Salerno, Vallo Lucano) на высоте от 400 до 700 м.

## Описание
Жуки-долгоносики мелкого размера с узким телом, длина от 2,60 до 2,72 мм, ширина надкрылий 1 мм, длина рострума до 0,40 мм, ширина до 0,30 мм. От близких видов отличается субовальными боками надкрылий с мелкими пунктурами, мелкими глазами, красновато-коричневым оттенком кутикулы. Основная окраска тела коричневая. Усики 11-члениковые булавовидные (булава из трёх сегментов). Глаза редуцированные. Скутеллюм очень мелкий. Коготки лапок одиночные. Встречаются в песчаных почвах. Предположительно ризофаги.

## Таксономия
Впервые был описан в 1904 году в составе рода Otiorhynchus под названием  Otiorhynchus (Troglorhynchus) gestroi  A. Solari & F. Solari, 1904 (с 1905 в Troglorhynchus, а с 1923 в Solariola), а его валидный статус был подтверждён в ходе ревизии, проведённой в 2019 году итальянскими энтомологами Чезаре Белло (Cesare Bello, Верона, Италия), Джузеппе Озелла (Giuseppe Osella, Верона) и Козимо Бавьера (Cosimo Baviera, Messina University, Мессина). По признаку коренастого широкого тела и отсутствию на пронотуме специализированных щетинок (echinopappolepida) включают в состав видовой группы Solariola gestroi трибы Peritelini (или Otiorhynchini).